# خثار الجيب الوريدي المخي
خثار الجيب الوريدي المخي* هو وجودُ خثرةٍ دموية في الجيوب الوريدية الجافوية التي تعمل على تصريفِ الدم من الدماغ. يَنتجُ عن هذه الحالة عددٌ من الأعراض والتي قد تشمل الصداع والرؤية غير الطبيعية، وأيًا من أعراض السكتة مثل النوبات التشنجية وضعف الوجه والأطراف على جانبٍ واحد من الجسم وصعوبةٍ في التحدث، كما قد يحدث في كبار السن تغيراتٌ في الحالة العقلية وانخفاضٌ في مستوى الوعي.
يحدثُ خثار الجيب الوريدي المخي بشكلٍ شائع في حالاتٍ مُعينة، والتي تتضمن أهبة التخثر والمتلازمة الكلوية وبعض الأمراض الالتهابية المُزمنة وغيرها، كما قد يحدث الخثار مؤقتًا في الحمل والنفاس. يُشخص خثار الجيب الوريدي المخي عادةً باستعمال التصوير المقطعي المحوسب (CT) أو التصوير بالرنين المغناطيسي (MRI)، حيثُ تساعد هذه التقنيات على إظهار الإنسداد في الجيوب الوريدية، كما أنهُ قد تُجرى بعض الاختبارات والفحوصات الأُخرى لمحاولةِ تحديد السبب الأساسي للحالة.
تُعالج الحالة عادةً باستعمال مضادات التخثر (وهي الأدوية التي تعمل على تثبيط تخثر الدم) مثل الهيبارين منخفض الوزن الجزيئي. قد تستعمل أدوية انحلال الخثرة (إتلاف إنزيمي للخثرة الدموية) والتي تستعمل نادرًا وفي حالاتٍ معينة. قد يتضاعف المرض بسبب زيادة الضغط داخل القحف، والذي قد يستدعي تدخلًا جراحيًا مثل إنشاء تحويلةٍ دماغية.
من النادر حدوث خثار الجيب الوريدي المخي، حيثُ يُقدر عدد الحالات المُصابة بين البالغين سنويًا بحوالي 3 إلى 4 حالات لكل مليون شخص، ويكون أكثر شيوعًا في العقد الثالث من العمر، وحوالي 75% من الحالات تكون في النساء بسبب استعمال حبوب منع الحمل. أما في الأطفال، فيحدثُ سنويًا بمعدل 6.7 حالة لكل مليون طفل.
يُعتبر الطبيب الفرنسي ريبس أول من وصفَ خثار الجيب الوريدي المخي عام 1825، ولكن هذه الحالة ظلت تُشخص بعد وفاة الأفراد حتى النصف الثاني من القرن العشرين، حيثُ قام الطبيب الإنجليزي تشارلز سيموندز بتقديمٍ تقريرٍ سمحَ بإمكانية التشخيص السريري لخثار الجيب الوريدي المخي، بالاعتماد على علاماتٍ وأعراضٍ مُعينة، بالإضافة إلى نتائجِ البزل القطني.

## التسمية
خُثار الجَيب الوَريدِي المُخّي^ (بالإنجليزية: Cerebral venous sinus thrombosis)‏ وتُدعى اختصارًا CVST، وتسمى أيضًا:
- خثار الجيب والوريد المخي (Cerebral venous and sinus thrombosis).
- خثار الجيب الجافوي (Dural sinus thrombosis).‏[11][12]
- خثار الجيب السهمي (العلوي) ((Superior) sagittal sinus thrombosis)).‏[13]
- خثار وريدي داخل القحف (Intracranial venous thrombosis).
- التهاب الوريد الخثاري المخي (Cerebral thrombophlebitis).

## الأعراض والعلامات

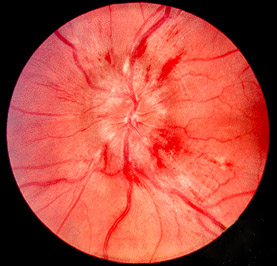
صورة لقاع العين اليُمنى حيثُ يظهر فيها وذمة حليمة العصب البصري

يُعاني تسعة من كل عشرةِ أشخاصٍ مُصابين بالخثار الجيبي من الصداع، والذي يزداد سوءًا على مدار عدة أيام، ولكنه قد يتفاقم فجأةً فيما يعرفُ بصداع الرعد. قد يكون الصُداع العرضَ الوحيد لخثار الجيب الوريدي المخي. يُعاني العديد من المرضى من أعراضِ السكتة الدماغية مثل عدم القدرة على تحريك طرفٍ واحدٍ أو أكثر، وضعفٍ في أحد جوانب الوجه، وصعوبةٍ في التحدث، كما أنَّ هذه الأعراض لا تؤثر بالضرورة على جانبٍ واحدٍ من الجسم كما هو شائعٌ في السكتة الدماغية الشريانية.
يُعاني 40% من المرضى من نوباتٍ صرعية، ولكنها أكثر شيوعًا في النساء المُصابات بالخثار الجيبي في الفترة المحيطة بالولادة (قبل أو بعد الولادة)، وهذه النوبات غالبًا تُؤَثر على جزءٍ واحدٍ من الجسم وتكون أحادية الجانب (تحدث في جانبٍ واحدٍ فقط)، ولكن أحيانًا قد تكون النوبات عامة، ونادرًا ما تؤدي لحدوث الحالة الصرعية المتَمثلة في نشاطٍ نوبي مُستمر أو متكرر لفترةٍ طويلة من الزمن.
قد لا تحدث العديد من هذه الأعراض في كبارِ السن، ومن الأعراض الشائعة لكبار السن المُصابين هو حدوثُ تغيُراتٍ غير مُفسّرة في حالتهم العقلية مع انخفاضٍ في مستوى الوعي لديهم.
قد يرتفع الضغط حول الدماغ مسببًا وذمةً في حليمة العصب البصري (انتفاخ في القرص البصري) والتي قد تظهر على شكل اضطراباتٍ بصرية. أما في حالات الازدياد الشديد في الضغط داخل القحف، فإنَّ مستوى الوعي ينخفض، وضغط الدم يرتفع، ويحدثُ بطء في القلب، ويتخذ المريض وضعيةً غير طبيعية.

## الإمراض

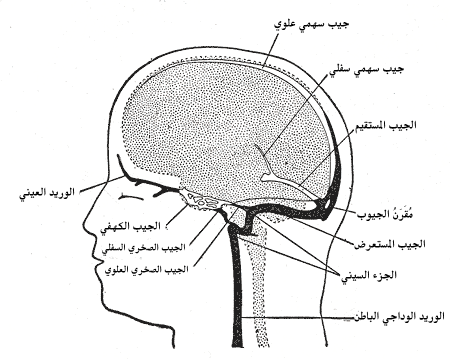
الأوردة والجيوب الجافوية

تُفرغ الأوردة الدماغية السطحية والعميقة محتواها في الجيوب الوريدية الجافوية، والتي بدورها تنقل الدم إلى الوريد الوداجي ومن ثم إلى القلب. في خثار الجيب الوريدي المخي تتكون الخثرات الدموية عادةً في الأوردة الدماغية والجيوب الوريدية. خثار الدم في الأوردة نفسها يُسبب احتشاءً وريديًا، والذي بدوره يؤدي إلى تلفٍ في أنسجة الدماغ بسبب الاحتقان المؤدي لنقص التروية الدموية، مما يؤدي لحدوث وذمةٍ دماغية (وذمة وعائية المنشأ وسامة للخلايا)، كما تؤدي إلى نزيفٍ حبري صغير قد يتحول إلى ورمٍ دمويٍ كبير. يعتبر خثار الجيوب الآلية الرئيسية لحدوث زيادةٍ في الضغط داخل القحف بسبب انخفاض إعادة امتصاص السائل الدماغي الشوكي (CSF)، ولكن على الرغم من ذلك، فإنَّ هذه الحالة لا تؤدي إلى حدوث استسقاء الرأس، وذلك لأنه لا يُوجد فرق بالضغط بين أجزاءٍ مختلفة من الدماغ.
تتشكل الخثارات الدموية بسبب خللٍ في التوازن بين التخثير (تكون بروتين الفايبرين الدموي غير القابل للذوبان) وانحلال الفايبرين. هُناك ثلاثُ آلياتٍ رئيسية لهذا الخلل في التوازن، وهي واردة في ثالوث فيرخوف: تغيراتٌ في التدفق الطبيعي للدم، وإصابةٌ في جدار الوعاء الدموي، وتغيراتٌ في مكوناتِ الدم (فرط الخثورية). تحدث معظم حالات خثار الجيب الوريدي المخي بسبب فرط الخثورية.
يُمكن أن تنفصل الخُثرة وتنتقل إلى الرئتين، مسببةً انصمامًا رئويا (انسداد رئوي). أظهر تحليلٌ لتقارير حالاتٍ سابقةٍ أنَّ انفصال وانتقال الخُثرة يحدثُ في حوالي 10% من الحالات، ويكون مآل هذه الحالات سيئًا جدًا.

## الأسباب
يحدثُ خثار الجيب الوريدي المخي بشكلٍ شائع في حالاتٍ مُعينة، حيثُ أنَّ 85% من المرضى لديهم عامل خطر واحد على الأقل، ومن عوامل الخطر:
- أهبة التخثر، وهي الميلُ لحدوث تخثراتٍ دموية؛ بسبب اضطراباتٍ في التخثر، مثل: العامل الخامس لايدن، نقص بروتين سي أو بروتين إس أو مضاد الثرومبين، أو أيُ حالةٍ مرتبطةٍ بالتخثر.
- المتلازمة الكلوية، وهي اضطرابٌ كلوي يؤدي إلى فقد البروتين في البول.
- الأمراض الالتهابية المُزمنة، مثل داء الأمعاء الالتهابي، الذئبة الحمامية، مرض بهجت.
- الحمل والنفاس (الفترة بعد الولادة).
- بعضُ الاضطرابات الدموية، وخصوصًا كثرة الحمر الحقيقية والبيلة الهيموغلوبينية الليلية الانتيابية.
- استعمال أشكال وسائل تحديد النسل الهرمونية المحتوية على الإستروجين.
- التهاب السحايا وعداوى الأذن والأنف والحنجرة، مثل التهاب النتوء الحلمي والتهاب الجيوب.
- إصابةٌ مباشرة في الجيوب الوريدية.
- إجراءاتٌ طبية في الرأس والرقبة.
- التجفاف، وخصوصًا في الرُضع والأطفال.
- فقر الدم المنجلي.
- البيلة الهوموسيستينية.

## التشخيص
قد يُشتبه بحدوث خثار الجيب الوريدي المخي بناءً على الأعراض، فمثلًا عند حدوثِ الصداع مع علامات ارتفاع الضغط داخل القحف واضطراباتٍ عصبية بؤرية، كما أنَّ الأعراض قد تُساعد في استبعادِ اضطراباتٍ أُخرى، مثلًا عند استبعاد الأسباب الأُخرى للصداع والاضطرابات العصبية مثل النزف تحت العنكبوتية.

### التصوير الطبي

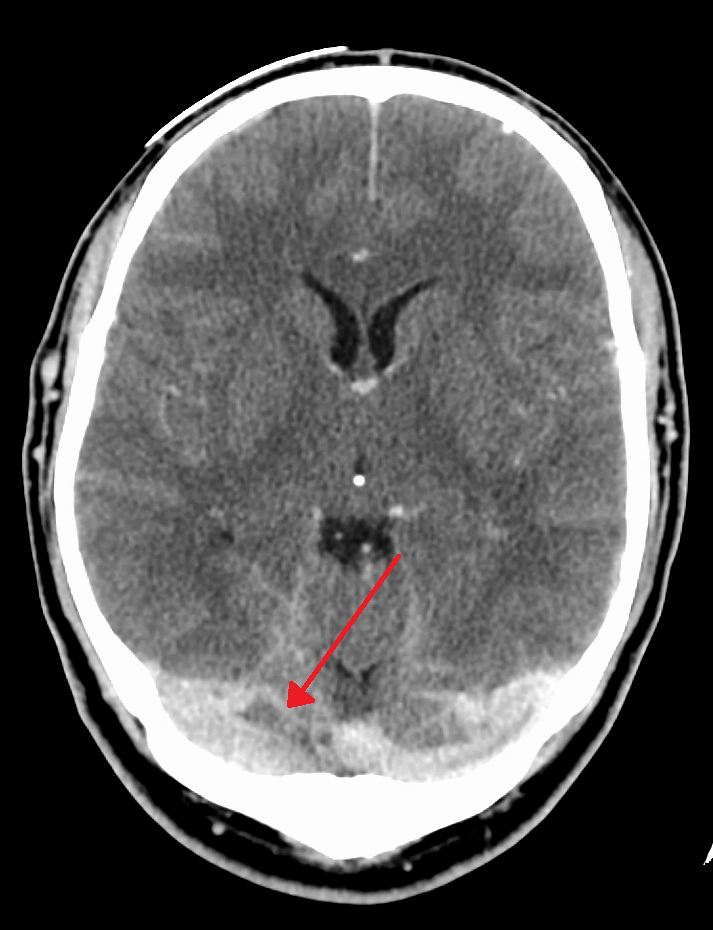
خثار الجيب الوريدي الجافوي في الجيب المستعرض. أكبر في اليمين عن اليسار

تُوجد العديد من إجراءات التصوير العصبي التي تُساعد في اكتشاف خثار الجيب المخي. قد تكون الوذمة الدماغية والاحتشاء الوريدي ظاهرةً في أي طريقة تصوير، أما للكشف عن الخثرة نفسها، فإنَّ التصوير المقطعي المحوسب (CT) والتصوير بالرنين المغناطيسي (MRI) يُعتبران التقنيات الأكثر شيوعًا لذلك، حيثُ يستخدم كلاهما أنواعًا مختلفة من المواد المظللة لإجراء صورة الوريد، والتي تساعد في إظهار الأوردة حول الدماغ.
يمتلكُ التصوير المقطعي المُحوسب بالمادة المظللة في الطور الوريدي (التصوير الوريدي المقطعي المحوسب) معدلَ اكتشافٍ للحالات يتجاوز التصوير بالرنين المغناطيسي في بعض الأحيان. يجرى الفحص عبر حقن مادةٍ مُشعةٍ معتمة في وريد (غالبًا في الذراع)، ثُم يترك لبعضِ الوقت كي يتسنى لمجرى الدم حمل المادة إلى الأُوردة الدماغية، وعند هذه اللحظة يُجرى التصوير. تبلغ حساسية التصوير حوالي 75-100% (أي يكشف عن 75-100% من الخثرات الموجودة)، كما أنَّ نوعيته حوالي 81-100% (أي يكون إيجابيًا زائفًا في 0-19% من الحالات). في أول أسبوعين، يُمكن ملاحظة علامة دلتا الفارغة (Empty delta sign) والتي قد تختفي في المراحل المُتأخرة.
يَستخدم تصوير الأوردة بالرنين المغناطيسي نفس الأُسس، ولكن التصوير بالرنين المغناطيسي يُستعمل كطريقةٍ للمسح. يمتلك التصوير بالرنين المغناطيسي ميزةً بأنهُ أفضل في اكتشاف الأضرار التي لحقت بالدماغ نفسه نتيجةً للضغط المُتزايد على الأوردة المسدودة، ولكنه غير متوافرٍ بسهولة في العديد من المُستشفيات، كما أنَّ تفسير نتائجه عادةً ما يكون صعبًا.
قد يُساعد التصوير الوعائي الدماغي على إظهار الخُثرات الصغيرة والتي قد لا تظهر في التصوير المقطعي المحوسب أو التصوير بالرنين المغناطيسي، كما أنَّ الأوردة المسدودة قد تظهر بمظهر لولبي (كلولب أو مبرام انتزاع سدادة الفلين)، وعلى الرغم من هذا، إلا أنَّ التصوير الوعائي الدماغي يتطلب ثقب الشريان الفخذي ثم دفع أنبوبٍ رفيعٍ في داخله عبر الأوعية الدموية حتى يصل الدماغ، حيثُ تُحقن مادة مظللة قبل إجراء التصوير بالأشعة السينية، ولذلك فإنَّ التصوير الوعائي الدماغي يُجرى فقط في حال كانت نتائج جميع الفحوصات الأُخرى غير واضحة أو عندما يكون هُناك حاجة لإعطاء علاجات أُخرى خلال نفس الإجراء.

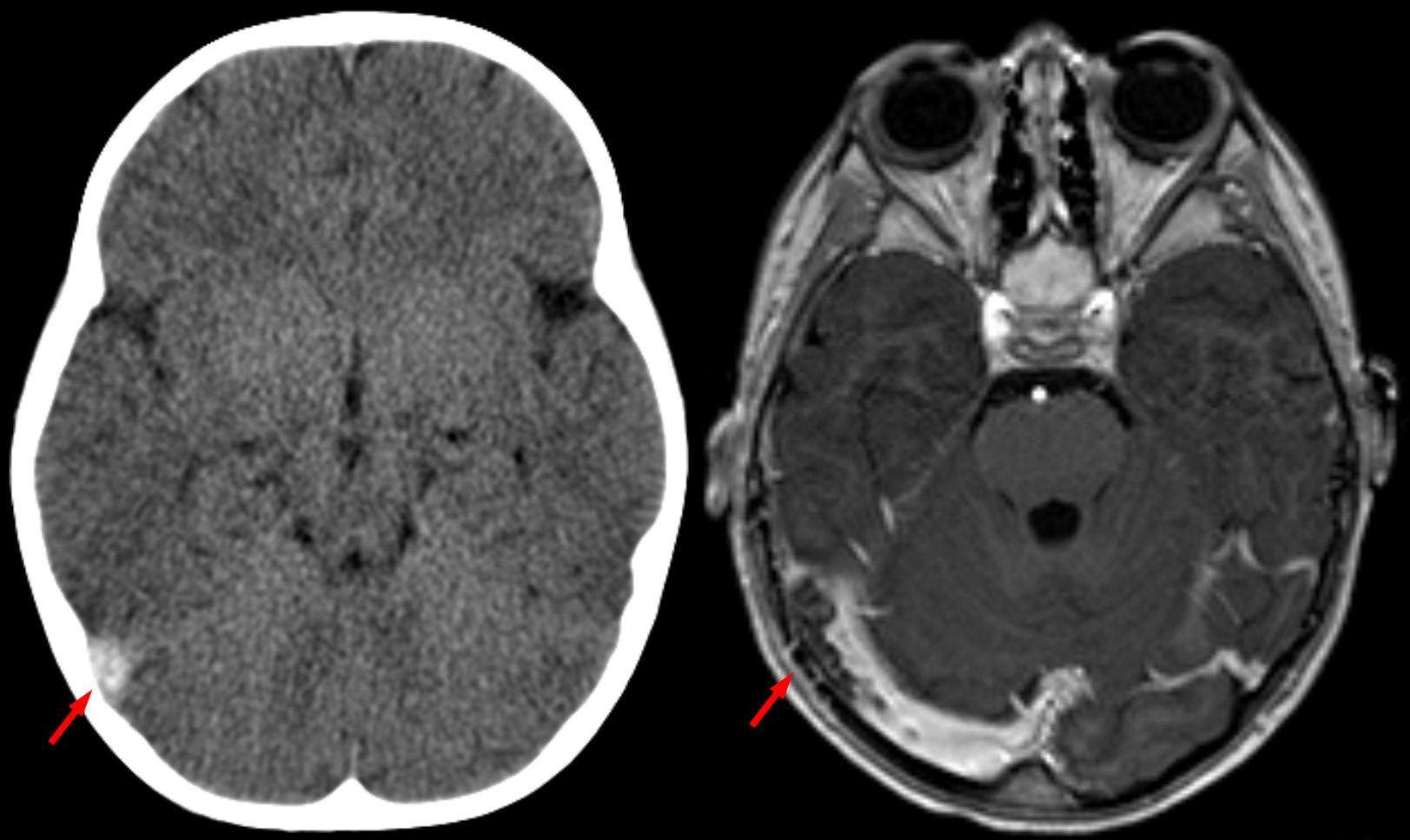
خثار في الجيب الوريدي. على اليسار صورة بالتصوير المقطعي المحوسب دون استعمال مادةٍ مظللة. على اليمين صورة بالرنين المغناطيسي في الزمن الأول الموزون مع استعمال مادةٍ مظللة.

### الديمر-دي
هناك علاقةٌ بين اختبار الدم ديمر-دي وخثار الجيب الوريدي المخي، ولكن هذه العلاقة ليست قوية بما يكفي لاستبعاد التشخيص من خلالها، حيثُ أشارت دراسةٌ أجريت عام 2004، أنَّ اختبار ديمر-دي والذي يُستخدم في تشخيصِ أشكالٍ أُخرى من الخثار، أظهر سلوكًا غير طبيعيٍ (فوق 500 ميكروغرام/لتر) عند استخدامه في تشخيص 34 مريضًا مُصابًا بخثار الجيب الوريدي المخي من أصل 35 مريضًا، كما أنه يُظهر حساسية حوالي 97.1%، ونوعية حوالي 91.2%، ولكن القيمة التكهنية السلبية حوالي 99.6% مُقابل قيمة تكهنية إيجابية 55.7%، وأيضًا يرتبط مستوى ديمر-دي مع مدى تخثر الدم. أظهرت دراسةٌ لاحقة أنَّ 10% من المرضى المؤكد إصابتهم بالخثار كان لديهم مستوًى طبيعي من ديمر-دي.

### فحوصاتٍ أخرى
في معظمِ المرضى يكون السبب المباشر لخثار الجيب الوريدي المخي ليس واضحًا بسهولة. تحديد مصدر العدوى أمر بالغٌ الأهمية، ومن الشائع إجراء فحصٍ للأشكال المختلفة من أهبة التخثر (الإستعداد لتشكيل خثرات دموية).

## العلاج

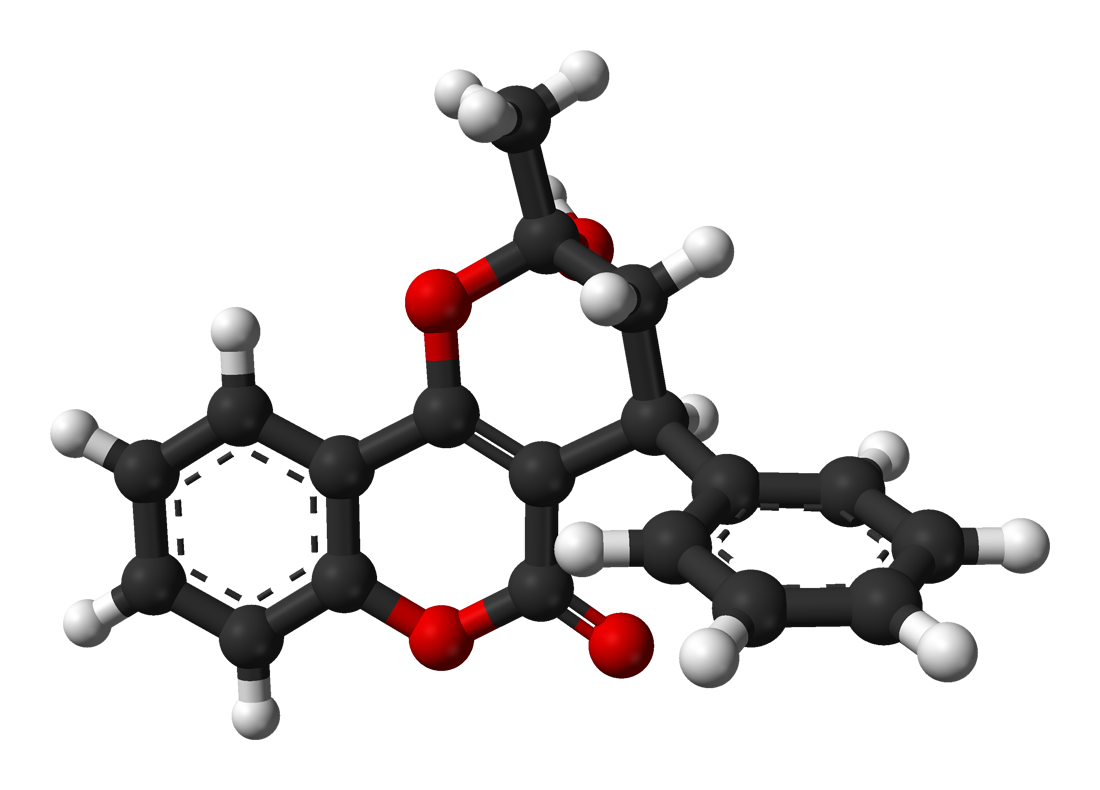
صورة ثُلاثية الأبعاد لجزيء الوارفارين، وهو مضاد تخثر يستعمل لعلاج خثار الجيب الوريدي المركزي

أُجريت دراساتٌ مُتعددة للتحقق من استعمال مضادات التخثر لإيقاف تكون الخثرات الدموية في خثار الجيب الوريدي المخي. قبل إجراء هذه التجارب، كان هُناك قلقٌ من أنَّ استعمالها قد يؤدي إلى زيادة النزيف في مناطقٍ صغيرة بالدماغ، إلا أنَّ الدراسات أظهرت أنَّ هذا الأمر لا أساس له من الصحة. تُوصي إرشادات الممارسة السريرية الآن باستعمال الهيبارين أو الهيبارين منخفض الوزن الجزيئي في العلاج الأولي للحالة، ثُم يليه الوارفارين، بشرط أن لا يكون هُناك أي مخاطر نزفية أُخرى قد تجعل هذه العلاجات غير مُناسبة. لا يُشجع بعض الخبراء على استعمال مضادات التخثر إذا كان هُناك نزيفُ واسع، حيثُ يوصى في هذه الحالة بتكرار التصوير الطبي بعد 7 إلى 10 أيام، فإذا انخفض حجم النزيف، يُمكن البدء باستعمال مضادات التخثر، أما إذا لم ينخفض فإنهُ لا يمكن استعمال مضادات التخثر.

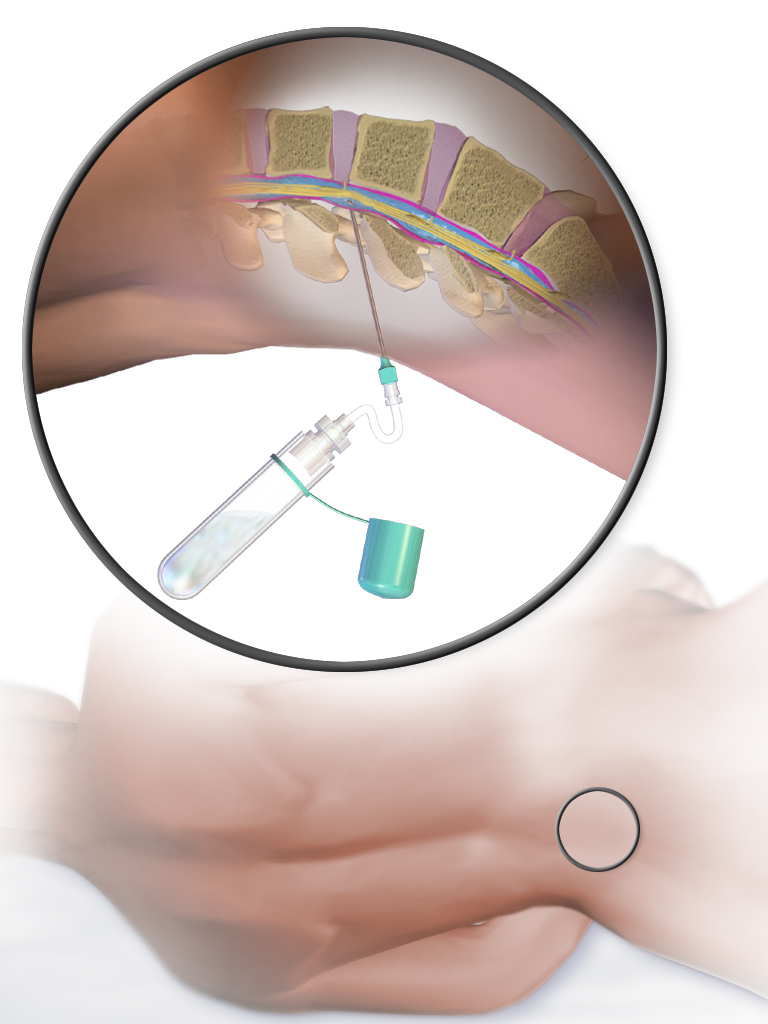
رسم توضيحي لكيفية إجراء البزل القطني

تعتمدُ مدة العلاج بالوارفارين على الظروف والأسباب الكامنة للحالة. إذا كان حدوث الخُثار مرتبطًا بظروفٍ مؤقتة (مثل الحمل)، فإنَّ استعماله لمدة 3 شهور يكون كافيًا، أما إذا كانت الحالة غير مُبررة ولكن لا أسباب واضحة لها أو يوجد شيءٌ طفيف من أهبة التخثر، فإنهُ ينصح باستمرار العلاج من 6 إلى 12 شهرًا. إذا كان هُناك اضطرابٌ شديدُ كامن خلف الخثار، فإنَّ العلاج بالوارفارين قد يستمر إلى أجلٍ غير مُحدد.
قد يُوصف استعمال انحلال الخثرة (إزالة الخثرة الدموية باستعمال أدوية مُفكِكَة للخثرة)، ويكون استعمالها إما جهازيًا بحقنةٍ في الوريد أو مباشرةً إلى الخُثرة خلال التصوير الوعائي. أَوصت إرشادات 2006 للاتحاد الأوروبي للجمعيات العصبية أنَّ انحلال الخثرة يُستعمل فقط في المرضى الذين تسوء حالتهم على الرغم من استعمال العلاج المُناسب والكافي معهم، وفي نفس الوقت تم تقييمهم للتأكد من عدم وجود أسبابٍ أُخرى تؤدي إلى تدهور حالتهم. لا يُوجد أيُ إرشادٍ واضح أنَّ أي الأدوية أو طرق إعطاء الدواء أكثر فعالية عند الاستعمال. يُعتبر النزيف نحو الدماغ أو المناطق الأُخرى في الجسم مصدر القلق الأكبر حول استخدام انحلال الخثرة. لا تُقدم الإرشادات الأمريكية أي توصياتٍ حول استعمال انحلال الخثرة، مما يُشير أنَّ الأمر يحتاج إلى المزيد من البحث.
قد تكونُ هناك حاجةٌ لعلاج الارتفاع في الضغط داخل القحف، فإذا كان شديدًا أو يُضعف الرؤية، فإنه قد يحتاج لبزلٍ قطني (إزالة الكمية الزائدة من السائل الدماغي الشوكي)، أو لأدويةٍ مثل الأسيتازولاميد، أو لتدخلٍ جراحيٍ عصبي مثل نَوفَذَةِ غمد العصب البصري أو إجراءِ تحويلةٍ دماغية. قد تُستعمل مضادات الاختلاج في حالاتٍ مُعينة لمنع حدوث النوبات التشنجية، وهذه الحالات تتضمن المشاكل العصبية البؤرية (مثل عدم القدرة على تحريك أحد الأطراف) والتغيُرات البؤرية في نسيجِ الدماغ والتي تظهر بالأشعة المقطعية المحوسبة أو التصوير بالرنين المغناطيسي. لا تُوجد أدلةٌ كافية لدعم أو تفنيد استعمال مضادات الاختلاج كتدبيرٍ وقائي.

## مآل المرض
أُبلغ في عام 2004 عن أول دراسةٍ شاملة واسعة النطاق حول التاريخ الطبيعي والمآل طويل الأمد لهذا المرض، حيثُ أظهرت أنَّ 16 شهرًا من المُتابعة أدت إلى الشفاء التام في 57.1% من المرضى، أما 29.5%/2.9%/2.2% على الترتيب كان لديهم عللُ أو أعراضٌ طفيفة/متوسطة/شديدة، كما أنهُ توفيَ 8.3% من المرضى. أظهرت الدراسة أيضًا أنَّ العلل الشديدة أو الوفاة حدثت بنسبةٍ أكبر في الأشخاص الذكور، والذين تزيدُ أعمارهم عن 37 عامًا، والمُصابين بغيبوبة أو اضطرابٍ في الحالة النفسية أو نزيفٍ داخل المخ أو خثارٍ في الجهاز الوريدي المخي العميق أو عدوى في الجهاز العصبي المركزي أو لديهم سرطان. في عام 2006 أُجريت مراجعةٌ منهجية لتسع عشرة دراسة، حيثُ أظهرت أنَّ معدل الوفاة يكون حوالي 5.6% خلال العلاج في المستشفيات من أصل مجموع 9.4%، كما أنَّ 88% من الناجين يتعافون كليًا أو شبه كلي. بعد عدة أشهر يحدث إعادة استقناء (recanalization) للخثرة في ثلثي الحالات. مُعدل تكرار حدوث الحالة مُنخفض (حوالي 2.8%).
يكون مُعدل الوفاة مرتفعًا في الأطفال المُصابين بخثار الجيب الوريدي المخي، كما أنَّ مآل المرض يكون سيئًا في حال حدوث نوباتٍ تشنجية أو وجودٍ دليلٍ تصويري على حدوث احتشاءٍ وريدي.

## الانتشار
حسب علم الوبائيات، فإنهُ من النادر حدوث خثار الجيب الوريدي المخي، حيثُ يُقدر عدد الحالات المُصابة بين البالغين سنويًا بحوالي 3 إلى 4 حالات لكل مليون شخص. يحدث خثار الجيب الوريدي المخي في جميع الفئات العمرية، إلا أنَّه يزداد شيوعًا في العقد الثالث من العمر، كما أنَّ 75% من الحالات تكون في الإناث، أي أنَّ النساء تتأثر أكثر من الرجال بنسبة 1:3. على الرغم أنَّ دراساتٍ قديمة ذكرت عدم وجودِ فرقٍ في معدل الإصابة بين الرجال والنساء، إلا أنَّ الدراسات اقترحت أنَّ استعمال حبوب منع الحمل في النساء يؤدي إلى حدوث اختلاف في معدل الإصابة بين الجنسين. وجدَ تقريرٌ في عام 1995 من السعودية أنَّ ضعف معدل الإصابة قد يحدث، بما نسبته 7 حالات لكل 100,000 شخص؛ بسبب انتشار مرض بهجت في الشرق الأوسط، والذي يزيد من خطر حدوث خثار الجيب الوريدي المخي.
أظهر تقريرٌ في عام 1973 أنَّ خثار الجيب الوريدي المخي يُمكن العثور عليه في 9% من جميع الحالات أثناء تشريح الجثة (فحص الجسم بعد الموت)، كما أنَّ العديد من هذه الحالات تكون لأشخاصٍ كبارٍ في السن ولديهم أعراضٌ عصبية في الفترة التي سبقت وفاتهم، وأيضًا الكثيرُ منهم كانوا يعانون من قصورٍ قلبي مُصاحب.
أشارت دراسةٌ كندية في عام 2001 أنَّ خثار الجيب الوريدي المخي في الأطفال يحدث سنويًا بمعدل 6.7 حالة لكل مليون طفل، كما أنَّ 43% تحدث في حديثي الولادة (أقل من شهرٍ واحد)، و10% في السنة الأولى من عمر الطفل. 84% من حديثي الولادة يكونون مرضى بالفعل، معظمهم لديهم جفاف أو مضاعفات ما بعد الولادة.

## التاريخ
يُنسب أولُ وصفٍ لخثار الجيوب والأوردة الدماغية إلى الطبيب الفرنسي ريبس، والذي في عام 1825 لاحظ خثارًا في الجيوب السهمية والأوردة الدماغية في رجلٍ كان لديه نوباتٍ تشنجية وهذيان. ظلَّ خثار الجيب الوريدي المخي من الحالات التي تُشخص بعد الوفاة حتى النصف الثاني من القرن العشرين، ففي أربَعينات القرن العشرين، قدم الطبيب الإنجليزي تشارلز سيموندز وآخرون تقريرًا سمحَ بإمكانية التشخيص السريري لخثار الجيب الوريدي المخي، بالاعتماد على علاماتٍ وأعراضٍ مُعينة، بالإضافة إلى نتائجِ البزل القطني.
حدثت تطوراتٌ على تشخيص خثار الجيب الوريدي المخي في الأشخاص الأحياء مع دخول التصوير الوريدي عام 1951، والتي ساعدت أيضًا في تمييز خثار الجيب الوريدي المخي عن فرط الضغط داخل القحف مجهول السبب، والذي يمتلك علاماتٍ وأعراضٍ مشابهة في كثيرٍ من الحالات.
يعودُ الفضل إلى طبيب النساء البريطاني ستانسفيلد في إدخال مضاد التخثر الهيبارين عام 1942، والذي أصبح يُستعمل مؤخرًا في علاج خثار الجيب الوريدي المخي. أُجريت تجاربٌ سريرية في تسعينيات القرن العشرين ساعدت على إنهاء القلق السائد حول استعمال مضادات التخثر في معظم حالات خثار الجيب الوريدي المخي.

## حالات ملحوظة
في 29 سبتمبر 1950، تُوفي الطيار البريطاني جيرالد لوكسلي نتيجةً لإصابته بحالةٍ شديدة من خثار الجيب الوريدي المُخي.
في 30 ديسمبر 2012، نُقلت هيلاري كلينتون (وزير الخارجية الأمريكية السابع والستين) إلى المُستشفى، لإجراء علاجٍ لها بمضادات التخثر، وذلك لإصابتها بخثارٍ وريدي في الجيب المستعرض الأيمن، والذي يقع عند قاعدة الدماغ. اكتُشفت النوبة الخثارية في هيلاري كلينتون عند إجراء تصوير بالرنين المغناطيسي لمتابعة حالة ارتجاج الدماغ التي أصابتها قبل أسبوعين ونصف عند سقوطها على إثر معاناتها من التهابٍ معدي معوي.

## روابط خارجية
- "خثار وريدي داخل القحف على موقع Patient UK". مؤرشف من الأصل في 2012-07-29.
- مؤسسة يو.سي.اتش (UCH) للأطفال Health. "الدليل السريري لخثار الجيب الوريدي المخي في الأطفال". مؤرشف من الأصل في 2009-02-02.